# IC 193
IC 193 је спирална галаксија у сазвјежђу Ован која се налази на листи објеката дубоког неба у Индекс каталогу.
Деклинација објекта је + 11° 5' 35" а ректасцензија 2h 2m 31,0s. Привидна величина (магнитуда) објекта IC 193 износи 13,6 а фотографска магнитуда 14,3. IC 193 је још познат и под ознакама UGC 1529, MCG 2-6-16, CGCG 438-17, KARA 84, PGC 7765.